# Dyschoriste dalyi
Dyschoriste dalyi là một loài thực vật có hoa trong họ Ô rô. Loài này được A.G.Mill. mô tả khoa học đầu tiên năm 1988.